# Jan Zdeněk Veselý
Jan Zdeněk Veselý (14. ledna 1850 Vyšehrad – 5. června 1890 Mníšek pod Brdy) byl pražský sládek, sokolský funkcionář, autor tělovýchovných a etnografických textů, dramatik a překladatel. Roku 1871 působil s velkým nasazením, ale nepříliš úspěšně jako náčelník lublaňského Sokola a vydával slovinský časopis Južni Sokol. V roce 1876 pomáhal Srbům v boji proti Turkům. Po roce 1881 vedl rodinný pivovar U Myslíků. Věnoval se cyklistice, plavání a kanoistice, vedl tělesnou výchovu žáků ve školách. Napsal příručky pro plavání a gymnastiku, několik divadelních her a řadu článků v časopisech, zejména o životě jiných slovanských národů.

## Život

### Mládí a původ
Narodil se 14. ledna 1850 na Vyšehradě u Prahy v č. 48 (dnes Vnislavova 48/4, Praha 2) jako syn nájemce pivovaru Vojtěcha Veselého (1823–1881) a jeho manželky Josefy (1823–1908). Rodiče si v říjnu 1861 otevřeli pivnici v domě „U Myslíků“, později s vlastním pivovarem. Otec Vojtěch Veselý byl známý jako obětavý vlastenec, který hmotně podporoval chudé studenty a politické vězně. V listopadu 1864 byl v tisku pochválen za to, že na svůj dům v Myslíkově ulici nechal umístit pamětní desku, připomínající původního majitele ze 16. století.
Mladý Jan Zdeněk Veselý absolvoval akademické gymnázium, obchodní a sladovnickou školu. Vstoupil také do pražského Sokola, kde pod vedením Miroslava Tyrše získal odborné cvičitelské znalosti.

### Náčelníkem lublaňského Sokola
Na přelomu let 1862-63 byla v Lublani založena sokolská jednota podle českého vzoru. V polovině 60. let měla asi 200 členů, v jejichž čele stál lublaňský starosta Etbin Henrik Costa. Sokolové pořádali výlety, plesy a maškarní bály a jejich přítomnost v krojích zvyšovala prestiž veřejných shromáždění. Gymnastika, tak typická pro české Sokoly, ale byla spíše na okraji zájmu. Když se spolek koncem 60. let dostal do krize, došli aktivní členové k závěru, že klíčem k oživení činnosti musí být návrat k tradici tělesných cvičení. V říjnu 1870 propustili dosavadního hlavního cvičitele (uvádí se i titul „náčelník“) Štefana Mandiće a o měsíc později vybrali za jeho nástupce z několika uchazečů J. Z. Veselého.
Očekávání na obou stranách byla velká. Slovinští Sokolové vkládali do jednoho z nejlepších Tyršových cvičenců naději, že ukončí dosavadní apatii a vrátí spolek k původním základům. Zapadal také do tehdejších všeobecných slovinských snah, učit se od Čechů. Veselý si naopak přinášel ideály živého sokolského hnutí z Prahy a touhu navazovat kontakty mezi slovanskými národy. Všichni věřili, že se jeho přičiněním stane lublaňský Sokol centrem národního života. 5. ledna 1871 udělal na shromážděné členy výborný první dojem gymnastickou sestavou a dostalo se mu vřelého přivítání na slavnostním banketu.
Brzy ale musel bojovat s nečekanými těžkostmi. Například tělocvična byla při jeho příchodu velmi špatně vybavena. Nepříjemně se ho také dotýkaly některé kulturní rozdíly — například zpočátku nebyl jako placený funkcionář připouštěn na schůze výboru, všechna rozhodnutí se dělala bez něj; k jeho překvapení si tamní členové vykali; řada cviků měla jen německé názvy. Veselého snahou bylo, zavést v Lublani podobný program, jaký prováděl v Praze Tyrš. Prvního cvičení, které vedl, se účastnilo 26 členů. Brzy poté byl pozván i na schůzi výboru. Uskutečnila se také první schůze sboru cvičitelů a Veselý začal spolu s profesorem Ivanem Vavrů (českého původu) pracovat na tělocvičném názvosloví. S pomocí téhož profesora se také neuvěřitelně rychle naučil slovinsky, takže zanedlouho po příjezdu už psal ve slovinštině bezchybné dopisy a články.
Poté, co sdružení vydělalo peníze organizováním maškarního plesu, se začalo s opravou nářadí. 14. května 1871 vedl Veselý první společný výlet 72 členů ve čtyřech seřazených četách do Medvode, kde se mimo jiné setkali s delagací sokolů z Kranje. Výlet, spojený s horskou túrou, mší v poutním kostele a zábavou v cíli, se vydařil a všem líbil.
Na podnět Veselého navázal výbor kontakt s místními školami, aby přilákal cvičence z řad žáků. Spolek také 11. června uspořádal další, „tajný“ výlet, tentokrát do obce Brezovica. Ten se ale za úspěšný považovat nedal. Neznalost cíle odradila část členů, zejména ženy, které se obávaly, že trasa bude příliš fyzicky náročná; zúčastnilo se jen 53 členů ve dvou četách. Situaci zkomplikoval samotný Veselý, který trval na dodržení původního časového programu a navzdory četným žádostem odmítl po příchodu do cíle vyrazit s předstihem zpět, ačkoliv tam nic zajímavého nebylo a většina účastníků se nudila. Nespokojenost ovšem padla na hlavu jiného člena spolku, bývalého hlavního cvičitele Tisena, s nímž měl dlouhodobé spory.
Po dalším jednání s představiteli kraňského Sokola došel Veselý k názoru, že by pro posílení sokolské myšlenky ve Slovinsku bylo vhodné založit časopis. Po příznivých ohlasech ve vlastní jednotě i v tisku a po získání potřebného povolení vyšlo 13. srpna 1871 jeho nákladem první číslo čtrnáctideníku Južni Sokol. V podtitulu měl „telovadsko-vojaški list“ (tělocvičně-vojenský list) a přinášel články nejen o tělovýchově, ale i o vojenské strategii, taktice a historii se zaměřením na Francii. Mezi slovinským sokolstvem prosazoval myšlenku, že smyslem tělesných cvičení není hra či zábava, ale především příprava k obraně národa či státu. Inspirací byl český vojenský časopis Žižka (vydával Eduard Rüffer), do něhož Veselý roku 1870 přispíval. Vycházel přitom z myšlenek Miroslava Tyrše (který se zase inspiroval německými turnery), podle nějž přežijí pouze vycvičené a odolné národy a povinností každého je proto posilovat brannou zdatnost; v případě Čechů to po porážce u Hradce Králové znamenalo přípravu na možné další střetnutí s Německem. U Slovinců ale tento program nenašel větší odezvu.
Téhož dne zorganizoval Veselý další společný výlet, tentokrát do obce Moravče, rovněž spojený s katolickou mší, jak tam bylo zvykem. 16. září se pod Veselého vedením konalo veřejné cvičení v městském divadle.
Veselý získal ještě díky úsilí starosty spolku místo učitele tělocviku na lublaňských školách, jinak ale bylo jeho angažmá zklamáním. Slovinští Sokolové navzdory jeho snahám jevili větší zájem o společenské akce (např. maškarní plesy, bankety) než o cvičení a to se projevovalo i v diskusích o financování sportovního vybavení. Veselý kvůli tomu několikrát pohrozil rezignací. Časopis Južni Sokol měl sice asi 700 odběratelů, ale většina z nich ho dostávala na zkoušku či na úvěr a nakonec za něj nezaplatila. Pro Veselého to znamenalo ztrátu několika set zlatých. Pocit nevděku, nezájmu a pomluv vedl k tomu, že — po vznesení nerealistického požadavku na zvýšení platu — rezignoval na svou funkci a v únoru 1872 zklamaný odjel do Prahy. Naděje, které do něj byly na počátku vkládané, nenaplnil. V následujícím roce byl také odvolán starosta Murnik, který ho podporoval a později se organizace — k nelibosti a zármutku Veselého — věnovala pořádání zábav spíše než cvičení. K oživení lublaňského Sokola došlo až o několik let později, po příchodu nových místních síl.
Zůstalo po něm slovinské názvosloví, které s prof. Vavrů vytvořil podle českého vzoru a na pokračování vydával v časopise Novice. Ve vzpomínkách sice psal, že po jeho odchodu bylo nahrazeno originálními překlady z němčiny, ale řada z jeho termínů přetrvala až do 21. století. Zčásti je také o několik let později využil Andrej Komel při sestavování prvního německo-slovinského vojenského slovníku.

### Aktivity v Praze
Po návratu do Prahy působil mimo jiné jako náčelník Sokola na Smíchově. Roku 1876 byl jménem veslařského a bruslařského klubu zvolen do redakce veslařské rubriky časopisu Sokol. V témže roce odjel s několika dobrovolníky, jimž financoval cestu, na pomoc Srbům bojujícím s Turky. Věnoval se veslařství a cyklistice, vedl tělesná cvičení na reálce a podobně jako jeho otec podporoval studenty a vlastenecké podniky.
Po smrti otce († 11. dubna 1881) převzal vedení rodinného pivovaru U Myslíků. Například v dubnu 1883 vyrobil 632 hl, v říjnu téhož roku jen 96 hl, v říjnu 1884 336 hl, za celý rok 1887 4800 hl. Roku 1883 objevil ve sklepě domu zazděnou podzemní chodbu. V červnu 1884 zorganizoval výlet do Hodkoviček, kde hostům nabízel své tmavé pivo a místo placení vyzval ke sbírce pro Ústřední matici školskou; vybral přitom 14 zlatých a 45 krejcarů. V květnu 1887 zamítla pražská městská rada jeho žádost o zřízení (většího?) pivovaru, aby splašky z dalšího závodu nezatěžovaly kanalizaci.
Roku 1888 neúspěšně kandidoval jako nezávislý do pražského obecního zastupitelstva za Nové Město v prvním sboru. Uspěl nicméně při dalších volbách v říjnu a listopadu 1889 jako kandidát občanského klubu (tj. mladočechů), ve druhém kole (užší volbě), za III. sbor na Novém Městě. Krátce poté byl zvolen i do městské rady.

### Účast v chuchelské bitce
Hlavní článek: Chuchelská bitka
28. června 1881 se účastnil „dostaveníčka v Chuchli“, které v pozdních večerních hodinách vyústilo v napadení a zranění několika německých studentů českými návštěvníky výletní restaurace. V září téhož roku byl Veselý obviněn, že svými projevy provokoval české hosty k útoku. Podle žaloby po jeho řečech čeští hosté vykřikovali „pereat“ či „hanba buršákům“; provolával také slávu příchozím českým dělníkům a nutil německé studenty, aby vstali, když Češi zpívali rakouskou hymnu. Spolu s ním byl obviněn herec Ferdinand Kaňkovský a trafikant Stanislav Züngel. Všichni obvinění popírali. Důkazy proti nim byly pochybné, protože němečtí studenti nedokázali kvůli neznalosti češtiny vypovědět, co vlastně obžalovaní před napadením říkali, ve zmatku nebyli schopni určit, kdo po nich házel sklenice, někteří také měnili výpovědi a ztratili tak důvěryhodnost. Prokázalo se ovšem, že Veselý během odchodu jednoho z německých studentů bránil před útoky, doprovodil ho na loď a zajistil, aby se mu vrátila ztracená čepice. Navzdory rozporům byl Veselý odsouzen ke třem a Kaňkovský k pěti měsícům těžkého žaláře.

### Smrt
5. června 1890 vyjel s bratrem a třemi přáteli na cyklovýlet do Jíloviště a odtud do Řevnic na návštěvu městského rady Kühna, který tam měl letohrádek. Strávili u něj odpoledne a kolem 18. hodiny vyrazili zpět. Jednomu z nich se ale porouchalo kolo a skupina se rozdělila: dva jeli napřed, Jan Z. Veselý pomalu za nimi, ten s rozbitým kolem se nechal odvézt povozem zpět na řevnické nádraží a jeho syn spěchal asi se čtvrthodinovým zpožděním za prvními třemi. Po chvíli uviděl na silnici mezi Mníškem a Řitkou ležet Veselého v bezvědomí. Spolu s kolemjdoucími se ho snažili vzkřísit, ale ani jim, ani přivolanému lékaři se to už nepodařilo. Předpokládá se, že ho během jízdy ranila mrtvice, pravděpodobně kvůli velkému horku a námaze. Jeho ostatky byly uloženy v mníšecké márnici, odkud byly převezeny do Prahy. (Podle prvních zpráv měl zahynout následkem pádu, to se ale nepotvrdilo. V matrice zemřelých je uvedeno místo úmrtí „Mníšek, na silnici u Štítku“.)
Pohřben byl na Vyšehradě za velké účasti Sokolů, cyklistů, veslařů, hostinských, podnikatelů i řadových občanů.

## Dílo
Byl autorem těchto knižně vydaných prací:
- Husitská nevěsta, aneb, Plzeň roku 1434 (1868), divadelní hra
- Perská šála (1869), divadelní hra
- Zapomněl své rukavice (1870), divadelní hra
- Prokop Veliký, aneb, Husité před městem Naumburkem r. 1432 (1870), divadelní hra
- Rukověť tělocviku pro školy a spolky (1872)
- Tělocvik pro školy nižší a střední (1873)
- Nauka o plování (1874)
- Učenec v nesnázích (1880), divadelní hra
- Prokop Veliký : nástin historicko-biografický (1881)

Překlady:
- Veselohra bez svatby (1872), původní autor neuveden
- Jules Verne: Carův kurýr (1883)
- Vuk Stefanović Karadžić: Srbské národní pohádky (posmrtně 1899)

Přispíval také do tisku, převážně o etnografii, tělovýchově a pivovarnictví. Ve vojenském časopise Žižka např. roku 1870 propagoval Krnkovy pušky (č. 41 s. 332), přibližoval čtenářům bruslení (č. 45 s. 363) a bavil je příběhy z prusko-francouzské války (č. 46 s. 366). Ve Světozoru r. 1871 uveřejnil texty o zvycích Slovinců (č. 27 s. 315 a č. 28 s. 328), E. H. Costovi (č. 50, s. 594) a svatebních a pohřebních zvyklostech Lužických Srbů (č. 5, s. 51). Psal i slovinsky. Mimo množství článků v periodiku Južni Sokol mu např. časopis Novice 22. února 1871 otiskl článek o tělovýchově (Beseda o telovadbi, online) a Vertec 1. listopadu 1871 povídku Pogreb (online).